# Bolschoi Oju
Der Bolschoi Oju (russisch Большой Ою; „Großer Oju“; auch Великая (Welikaja)) ist ein Zufluss der Karasee im Autonomen Kreis der Nenzen im Norden von Russland.
Der Bolschoi Oju entspringt am Nordosthang des Pai-Choi-Gebirges.
Er fließt durch eine Tundra-Landschaft in nordwestlicher Richtung entlang der Nordostflanke des Pai-Choi-Gebirges zur Jugorstraße, einer Meeresstraße, welche die Insel Waigatsch vom Festland trennt und die Barentssee mit der Karasee verbindet. Der Bolschoi Oju bildet an seiner Mündung am Südufer des östlichen Abschnitts der Jugorstraße ein kleines Flussdelta.
Der Bolschoi Oju hat eine Länge von 175 km. Er entwässert ein Areal von 3070 km².
Der Fluss wird von der Schneeschmelze als auch von Niederschlägen gespeist.